# Clopin Trouillefou
Clopin Trouillefou är en fiktiv karaktär i Victor Hugos roman Ringaren i Notre Dame.
Clopin ses även i Disneyfilmen och är berättaren till hela historien om ringaren Quasimodo och hans liv. Rösten till Clopin görs på svenska av Mikael "Micke" Grahn och på engelska av Paul Kandel.
Clopin har en dubbel identitet och är inte enbart munter gycklare utan också gangsterledare för Paris mer kriminella zigenare som håller sig gömda i stadens katakomber. När kapten Phoebus och Quasimodo skyndar sig iväg för att varna Esmeralda, Clopin och de andra zigenarna för Claude Frollos planerade tillslag mot Mirakelgården, överfalles de av Clopins mannar.
Nu framstår Clopin inte som den muntre gycklaren, utan snarare som en mörk och olycksbådande människa med någonting mystiskt i görningen. Clopin tillfångatar Quasimodo och kapten Phoebus och snart står de inför avrättning. Esmeralda kommer till slut till deras räddning och förklarar att de är hennes vänner.